# Tržište stranih valuta
Tržište stranih valuta (engl. Foreign Exchange Market, Forex ili FX) je globalno decentralizovano tržište za trgovanje valutama. Predstavlja jedno od najvećih i najlikvidnijih finansijskih tržišta na kome učestvuju banke, centralne banke, finansijske institucije, vlade, korporacije, osiguravajuće kompanije, ali i individualni investitori. Tržište stranog novca je dostupno 24 časa dnevno osim vikendom, specifično je zbog velikog obima trgovanja, velike likvidnosti tržišta, globalne rasprostranjenosti, zbog velikog broja različitih faktora koji utiču na promene cena valutnih parova i mogućnosti da se koristi efekat poluge (Leverage). Na ovakvom tržištu, profit se ostvaruje kupovinom i prodajom valuta po različitom kursu.
| Место  | Валута              | код (симбол) | % daily share (април 2010) |
| ------ | ------------------- | ------------ | -------------------------- |
| 1      | Амерички долар      | USD ($)      | 84.9%                      |
| 2      | Евро                | EUR (€)      | 39.1%                      |
| 3      | Јапански јен        | JPY (¥)      | 19.0%                      |
| 4      | Британска фунта     | GBP (£)      | 12.9%                      |
| 5      | Аустралијски долар  | AUD ($)      | 7.6%                       |
| 6      | Швајцарски франак   | CHF (Fr)     | 6.4%                       |
| 7      | Канадски долар      | CAD ($)      | 5.3%                       |
| 8      | Хонгконшки долар    | HKD ($)      | 2.4%                       |
| 9      | Шведска круна       | SEK (kr)     | 2.2%                       |
| 10     | Новозеландски долар | NZD ($)      | 1.6%                       |
| 11     | Јужнокорејски вон   | KRW (₩)      | 1.5%                       |
| 12     | Сингапуршки долар   | SGD ($)      | 1.4%                       |
| 13     | Норвешка круна      | NOK (kr)     | 1.3%                       |
| 14     | Мексички пезос      | MXN ($)      | 1.3%                       |
| 15     | Индијска рупија     | INR          | 0.9%                       |
| Остало | Остало              | Остало       | 12.2%                      |
| Укупно | Укупно              | Укупно       | 200%                       |

Tržište stranog novca je teško uporediti sa ostalim oblastima svetskih finansijskih tržišta najviše zbog velike osetljivosti na brojne faktore. Cene na tržištu stranog novca se konstantno menjaju. Promene deviznih kurseva obično su uzrokovane stvarnim novčanim tokovima tj. kurs se formira u zavisnosti od ponude i potražnje, ali isto tako devizni kursevi su veoma osetljivi na vesti iz oblasti ekonomije, politike kao i vesti o prirodnim nepogodama. Pošto ovakvo tržište nije centralizovano, izbegava se mogućnost uticaja centralnih banaka.
Trgovanje na tržištu stranog novca dostupno je 24 časa dnevno, osim vikendom. Po našem vremenu trgovanja počinju nedeljom u 22:00 a završavaju se petkom u 22:00. Glavni trgovinski centar nalazi se u Londonu, ali i Njujorku, Tokiu, Hong Kongu i Singapuru. Oni predstavljaju takođe važne centre preko kojih se vrši trgovina stranim novcem. Ovakvim rasporedom trgovinskih centara, omogućava se trgovanje 24 časa dnevno, trgovanje počinje u azijskim centrima, zatim trgovanje preuzima centar u Londonu, pa u Njujorku, a zatim ponovo Azija.

## Valutni parovi
Na tržištu stranih valuta se trguje valutnim parovima, tj. vrši se konvertovanje jedne valute u drugu po različitim cenama. Valutni parovi su predstavljeni kao kombinacije dve troslovne skraćenice u obliku XXXYYY ili YYY/XXX, gde su XXX i YYY skraćenice valuta koje su izražene kao troslovni internacionali kod za valute (ISO 4217). Prva valuta (Base Currency) u valutnom paru naziva se osnovna valuta, na primer u paru EURUSD osnovna valuta je EUR, naziva se i prva ili primarna valuta, a druga ili sekundarna valuta je USD. Kod valutnog para EURUSD cena evra je izražena u američkim dolarima i iznosi 1.5092, znači da se za 1 evro može dobiti 1.5092 dolara. Prva valuta u valutnom paru obično ima veću vrednost od druge.
Na berzi stranog novca, cena jednog valutnog para više puta promeni vrednost roku od minuta. U periodima intenzivnih trgovanja, u roku od jednog minuta, cena može promeniti vrednost više desetina puta ili čak stotina puta. Promena cena kod većine valutnih parova prati se na četvrtoj (0.0001), a kod valutnih parova gde se trguje sa japanskim jenom prate se promene cena na drugoj (0.01).

## Trgovanje na tržištu stranih valuta
Trgovanje na berzi stranog novca je specifično po visini iznosa kojima se trguje. Promene u kursu između dve valute su uglavnom relativno male, u nekim slučajevima cena se menja tek na trećoj, četvrtoj ili čak petoj decimali. Zbog toga, iznosi kojima se trguje treba da budu dovoljno visoki da bi se mogla ostvariti zarada na tako malim razlikama u ceni. Termin “Lot” odnosi se na iznos od 100,000 jedinica valute kojom se vrši trgovanje, a iznos kojim se vrši trgovanje (Size) obično se izražava u broju uloženih Lot-a. Prilikom trgovanja na ovakvom tržištu, uobičajeno je da brokerske kompanije omogućavaju investitorima da trguju većim iznosima od onih koje imaju na računu, tj. da koriste efekat poluge (Leverage).
Trgovanje na finansijskom tržištu predstavljaju niz uzastopnih operacija u kojima se vrši prodaja ili kupovina jednog od dostupnih valutnih parova po trenutnoj ceni na tržištu. Cilj trgovanja na ovakvom tržištu je da se ostvari zarada u razmeni valuta po različitim cenama. Jedna transakcija (trgovanje) na valutnom paru počinje otvaranjem pozicije (u smeru Buy ili Sell), a završava se zatvaranjem pozicije. Takva transakcija počinje otvaranjem pozicije tj. razmenom određenog iznosa jedne valute za odgovarajući iznos druge valute po tekućoj c1 (cena u trenutku otvaranja pozicije). Prilikom otvaranja pozicije, korisnik bira valutni par, vrstu transakcije tj. da li će izvršiti Buy ili Sell nalog (kupovina ili prodaja) i iznos kojim se trguje. Takva transakcija završava konverzijom valuta u suprotnom smeru, tj. zatvaranjem pozicije kada se dobijeni iznos druge valute konvertuje po ceni c2 (cena u trenutku zatvaranja pozicije) u prvu valutu.
Ostvarena razlika između cena c1 i c2 predstavlja profit ili gubitak na trgovanju. Pored razlike u ceni, visina profita (ili gubitaka) zavisi i od iznosa kojim se trguje. Cena u trenutku otvaranja pozicije naziva se Entry Price. Cena na kojoj se prekida dalje trgovanje naziva se Stop Price.
Na berzama na kojima se trguje akcijama, profit se ostvaruje kada se neka od akcija kupi po nižoj ceni a naknadno se proda po skupljoj ceni, dakle, da bi se ostvario profit potreban je rast cena akcija. Na berzi stranih valuta profit se može ostvariti prilikom rasta cena, ali isto tako i prilikom pada cena. Ovakva mogućnost postoji zbog toga što se prilikom otvaranja pozicije bira smer trgovanja, moguće je otvoriti poziciju u smeru Buy ili u smeru Sell. Kod pozicija u smeru Buy, razlika u ceni se izračunava kao (c2-c1), tj. da bi se ostvario profit cena u trenutku zatvaranja pozicije (c2) treba da je viša od cene u trenutku otvaranja pozicije (c1). Kod pozicija u smeru Sell, razlika u ceni se izračunava kao (c1-c2), tj. da bi se ostvario profit, cena u trenutku zatvaranja pozicije (c2) treba da je niža od cene u trenutku otvaranja pozicije (c1).

## Formiranje cene valutnih parova
Devizni kursevi se formiraju u zavisnosti od očekivanja da se dogode promene na nekim od monetarnih tokova kao što su: rast bruto domaćeg proizvoda (GDP), inflacija, kamatne stope, budžeti, trgovinski deficit ili suficit, i drugi makroekonomski uslovi. Glavne vesti se javno objavljuju, često na zakazane datume, tako da većina ima pristup istim vestima u isto vreme. Međutim, u nekim situacijama velike banke imaju prednost u pristupu takvim informacijama. Ponuda i potražnja za nekom valutom javlja se pod uticajem ekonomskih faktora, političkih faktora i tržišne psihologije:
Ekonomski faktori – ekonomski faktori se mogu pratiti preko ekonomske politike, državne strukture, centralnih banaka i drugih parametara koji se iskazuju preko ekonomskih izveštaja. Tržište obično negativno reaguje na povećanje deficita budžeta ili pozitivno na smanjenje deficita. Nivo trgovanja neke države iskazuje se nivoom potražnje za robom i uslugama. Što je viši obim trgovanja povećava se nivo potražnje za valutom zemlje u kojoj se obavlja trgovina. Nivo suficita i deficita u prometu robe i usluga odražavaju konkurentnost nacionalne privrede. Trgovinski deficit može imati negativan uticaj na nacionalne valute. Valuta obično gubi na vrednosti prema drugim valutama ako postoji visok nivo inflacije ili ako se smatra da će inflacija biti u porastu. Inflacija umanjuje kupovnu moć date valute, a to dovodi i do smanjenja potražnje za tom valutom. Ponekad, valuta može i jačati i pored rasta inflacije, to se događa ako se očekuje da će centralna banka povećati kratkoročne kamatne stope da bi zaustavila inflaciju. Izveštaji koji prikazuju GDP, nivo zaposlenosti, trgovine, razvijenosti privrede, obrazovanja i zdravstva utiču na vrednost valute. Povećanje produktivnosti privrede neke države uglavnom dovodi do pozitivnog uticaja na vrednost valute. Generalno, pozitivni izveštaji povoljno utiču na nivo potražnje za određenom valutom.
Politički faktori – unutrašnji, regionalni i međunarodni politički uslovi i događaji imaju veliki uticaj na tržište valuta. Politička nestabilnost može imati negativan uticaj na privredu nacije, a samim tim i na valutu te zemlje. Događaji u susednim zemljama ili regionu mogu imati pozitivan ili negativan uticaj i na valute ostalih zemalja. Valutni kurs je podložan uticaju političke nestabilnosti, na primer očekivanja da će na izborima nova politička partija doći na vlast. Pored uticaja na sopstvenu valutu ovakvi događaji mogu imati pozitivni ili negativni uticaj i na susedne države ili čak države iz istog regiona.
Psihologija tržišta – percepcija investitora na tržištu može uticati na kretanje cena. Ekonomski izveštaji i procene utiču na kretanje cene valuta na tržištu. Parametri kao što su bruto nacionalni dohodak (GDP), stope zaposlenosti, stanje deficita i inflacije mogu direktno uticati na kratkoročne promene cena na tržištu. Investitori analiziraju dostupne podatke o prethodnim promenama cena kako bi identifikovali obrasce koje mogu koristiti za procenu budućih kretanja cena. Očekivanje predstojećih događaja takođe utiče na promenu cena. Investitori obično reaguju na vesti ili procene u kojima se najavljuju neke pozitivne ili negativne situacije koje se mogu dogoditi, pre nego što se takve situacije stvarno dogode. Kasnije se može pokazati da situacija nije takvog značaja kao što se prvobitno mislilo. U takvim slučajevima cena je često potcenjena (Undervalued ili Oversold) ili precenjena (Overvalued ili Overbought), nakon čega dolazi do promene smera kretanja cena. U periodima političke i ekonomske neizvesnosti, investitori kupuju one valute za koje smatraju da će im obezbediti stabilnost. U takvim periodima, investitori se često odlučuju za kupovinu lokalnih stabilnih valuta (npr. švajcarski franak) što dovodi do povećane potražnje za tom valutom i do povećanja njene vrednosti u odnosu na druge valute.

## Literatura
- Velibor Ilić. “Automatsko trgovanje na tržištu stranih valuta – izrada softvera za automatsko trgovanje i analizu finansijskih podataka”. 2011.  978-86-914311-0-5.., http://SOLAIR.EUnet.rs/~ilicv/automatsko_trgovanje.html Архивирано на веб-сајту  (16. јун 2012)